# خربه کرازه

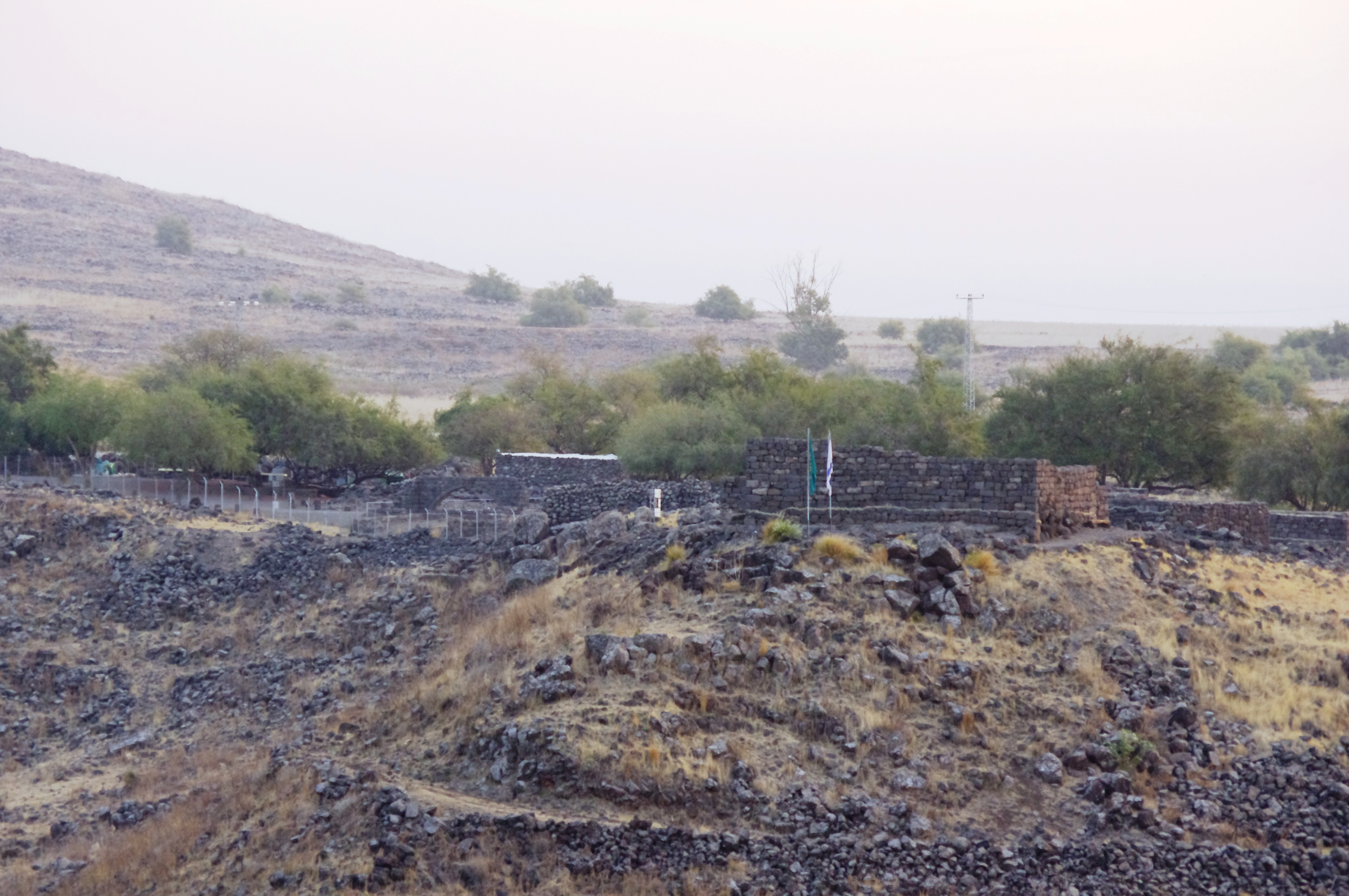
خربه کرازه روستای فلسطینی

خربه کرازه (به عربی: خربة کرازة) روستایی فلسطینی، واقع در ۸٬۵ کیلومتری جنوب شرق صفد بود.